# スズキ・GS1000
GS1000（ジーエスせん：エンジン型式GS100G）は、スズキが製造・販売したオートバイである。

## 概要
スズキ初のリッターバイク。1977年に発売したGS750をベースに1,000cc化、その他の設計を適正化し輸出仕様として1978年に発売された。2ストロークエンジンを主に生産していたスズキの初の本格的4ストロークDOHC直列4気筒大排気量車で、基本設計は先行していたカワサキ・Z1/Z900を参考にし、より信頼性を高めることに主眼が置かれた。
国内有数の高速テストコースであるスズキの「竜洋テストコース」での全開走行パターンをシミュレートしたベンチにて、全開2万キロテストを敢行し、クリアすることを目標として開発された。最初のうちは次々とエンジンが壊れていったが、最終的にこれを達成した。他のメーカーのエンジンも同様のテストにかけたが合格したものは1台もなかったという。
ヨシムラの吉村秀雄をして「過剰品質である」と言わしめたエンジンはチューニングにも向いていた。吉村が率いるレーシングコンストラクター「ヨシムラ」がエンジンチューンを担当し、スズキが車体を担当してレースで好成績を残した。代表的なものではAMAスーパーバイクで1979年、1980年の年度優勝。デイトナのスーパーバイククラスで1978年、1979年、1980年、1981年の優勝。1978年の第一回鈴鹿8時間耐久ロードレースでは、当時、ヨーロッパで敵無しの無敵艦隊と呼ばれボルドール24時間耐久レースで連覇していた純レーサーのホンダ・RCBを市販車改造クラスが破り優勝した。鈴鹿8耐1980年、1983年の優勝、FIM世界耐久選手権1983年は年度優勝したGS1000Rのベースとしても有名である。
データ上乾燥重量で200kgは超えているが、操縦性は400cc-750ccモデルに匹敵すると言われ、今なお熱心なオーナーが大事に乗っている理由の一つとされている。軽量なスーパースポーツ車として、海外でも絶賛された。エンジンカバーなどの部品は一見GSX1100Sカタナと共通に見えるが、ねじ穴の位置などが微妙に異なっている。エンジン内部の重要部品も最近は欠品が目立っており、オーバーホールを行う場合は注意が必要である。
GS750 - GS1000 - GSX1000S,1100S - GSX750E -　油冷GSX-R750,1100 - GSX1300R隼にいたるスズキのヒストリーは、最新型のGSX-Rシリーズに受け継がれている。

## GS1000S
GS1000の特別仕様としてハンドルマウントカウルを備え、専用色で1979年から発売された。
カラーバリエーションはスズキワークスカラーの白・水色ツートンが有名。別途に白・赤ツートンが存在する。また、カラーグラフィックは年度により複数存在する。
GS1000Sは大別して2種類あり、GS1000SNと呼ばれる前期型(1979-1980)とGS1000STと呼ばれる後期型(1981-1982)からなる。大きな違いはGS1000SNはVMキャブレター、ブレーキディスクはベンチレーテッドホールなしで、GS1000STはCVキャブレター、ブレーキディスクはベンチレーテッドホールありである。塗装については前期がいわゆる「クーリーレプリカ」と呼ばれるカラーで、後期が「クーリーレプリカ」の逆塗りわけと思われているようであるが、「クーリーレプリカ」カラーにCVキャブレター、ベンチレーテッドホールありのブレーキディスクもあり一概にカラーリングで見分けがつかない。
1981年のAMAスーパーバイクはスズキワークスカラーで参戦しデイトナでヨシムラのエースライダー、ウェス・クーリーが優勝したことから。後年「クーリーレプリカ」と呼ばれるようになった。